# 2009 DN143
2009 DN143, também escrito como 2009 DN143, é um objeto transnetuniano que está localizado no Cinturão de Kuiper, uma região do Sistema Solar. Este corpo celeste é classificado como um plutino, pois, o mesmo está em uma ressonância orbital de 2:3 com o planeta Netuno. Ele possui uma magnitude absoluta de 8,8 e tem um diâmetro estimado com 76 km.

## Descoberta
2009 DN143 foi descoberto no dia 18 de fevereiro de 2009.

## Órbita
A órbita de 2009 DN143 tem uma excentricidade de 0,203 e possui um semieixo maior de 39,661 UA. O seu periélio leva o mesmo a uma distância de 31,606 UA em relação ao Sol e seu afélio a 47,715 UA.